# ロシア研究モジュール
ロシア研究モジュール(Russian Research Module)は、国際宇宙ステーションにあるロシアのコンポーネントであり、ロシアが科学実験や研究を行うための施設である。ISSの当初の設計では、2つの研究モジュールが設けられる計画であったが、予算の問題のため、そのうちの1つは汎用ドッキングモジュールとともにプログラムの初期の段階で中止となり、1つだけになった。研究モジュールは、2010年以降に打ち上げられ、組み立てられる予定であったが、さらに予算不足が続いたため、2007年にもう1つの研究モジュールについても計画の中止が決定された。
現在の計画では、ISSのロシア提供要素の科学的な用途に用いられるモジュールは、ザーリャの基本機能モジュール(Functional Cargo Block)をベースとした多目的実験モジュールとなる予定で、当初予定の2機が中止となった後に承認された。
さらに、ロシア提供要素には2つの小さなモジュールであるミニ・リサーチ・モジュール1とミニ・リサーチ・モジュール2もある。ミニ・リサーチ・モジュール1は、科学電力プラットフォームに搭載される予定だったドッキングと貯蔵のモジュールを実装しており、ミニ・リサーチ・モジュール2は当初Docking Compartment 2として計画されていて一度中止されたが、2009年にプログレスM-MIM2によって打ち上げられた。ミニ・リサーチ・モジュール1は2010年にアメリカ航空宇宙局のスペースシャトルによって打ち上げられた。
ロシア提供要素の製造者であるS.P.コロリョフ ロケット&スペース コーポレーション エネルギアは、汎用ドッキングモジュールとさらに2つの科学/エネルギーモジュールを2013年から2015年頃に追加することによって、当初のISSの計画に近いものを実現しようとしている。